# Shirley Bloomer
Shirley Bloomer (née le 13 juin 1934 à Grimsby dans le Lincolnshire, Angleterre) est une joueuse de tennis britannique. Elle a joué du début des années 1950 jusqu'au milieu des années 1970. Elle est aussi connue sous son nom de femme mariée, Shirley Bloomer-Brasher.
Solide joueuse de fond de court, elle remporte Roland-Garros en 1957 à la fois en simple (contre Dorothy Head en finale) et double dames aux côtés de Darlene Hard. L'année suivante, elle gagne le double mixte avec Nicola Pietrangeli.
Sa fille Kate, née en 1962, a été joueuse de tennis professionnelle dans les années 1980.

## Palmarès (partiel)

### Titres en simple dames
| No | Date       | Nom et lieu du tournoi                | Catégorie | Surface      | Finaliste      | Score         |          |
| -- | ---------- | ------------------------------------- | --------- | ------------ | -------------- | ------------- | -------- |
| 1  | 22-09-1956 | Pacific Coast Championships, Berkeley |           | Dur (ext.)   | Dorothy Cheney | 6-0, 6-1      | Parcours |
| 2  | 06-05-1957 | Internationaux d'Italie, Rome         |           | Terre (ext.) | Dorothy Knode  | 1-6, 9-7, 6-2 |          |
| 3  | 20-05-1957 | Internationaux de France, Paris       | G. Chelem | Terre (ext.) | Dorothy Knode  | 6-1, 6-3      | Parcours |
| 4  | 04-07-1957 | Swedish Hard Court, Båstad            |           | Terre (ext.) | Yola Ramírez   | 7-5, 6-4      |          |

### Finales en simple dames
| No | Date       | Nom et lieu du tournoi                     | Catégorie | Surface      | Vainqueure      | Score         |          |
| -- | ---------- | ------------------------------------------ | --------- | ------------ | --------------- | ------------- | -------- |
| 1  | 25-09-1955 | Pacific Coast Championships, Berkeley      |           | Dur (ext.)   | Angela Mortimer | 4-6, 6-3, 6-4 | Parcours |
| 2  | 20-05-1958 | Internationaux de France, Paris            | G. Chelem | Terre (ext.) | Zsuzsa Körmöczy | 6-4, 1-6, 6-2 | Parcours |
| 3  | 06-05-1968 | Surrey Hard Court Championships, Guildford |           | Terre (ext.) | Robin Blakelock | Partage       |          |

### Titres en double dames
| No | Date       | Nom et lieu du tournoi               | Catégorie | Surface      | Partenaire       | Finalistes                          | Score         |          |
| -- | ---------- | ------------------------------------ | --------- | ------------ | ---------------- | ----------------------------------- | ------------- | -------- |
| 1  | 22-09-1956 | Pacific Coast Championships Berkeley |           | Dur (ext.)   | Marta Hernández  | Dorothy Bundy Margaret Jessee       | 6-3, 10-8     | Parcours |
| 2  | 20-05-1957 | Internationaux de France Paris       | G. Chelem | Terre (ext.) | Darlene Hard     | Yola Ramírez Rosie Reyes            | 7-5, 4-6, 7-5 | Parcours |
| 3  | 06-05-1958 | Italian Championships Rome           |           | Terre (ext.) | Christine Truman | Thelma Coyne Long Mary Bevis Hawton | 6-3, 6-2      | Parcours |

### Finales en double dames
| No | Date       | Nom et lieu du tournoi                          | Catégorie | Surface      | Vainqueures                    | Partenaire         | Score           |          |
| -- | ---------- | ----------------------------------------------- | --------- | ------------ | ------------------------------ | ------------------ | --------------- | -------- |
| 1  | 23-05-1955 | Internationaux de France Paris                  | G. Chelem | Terre (ext.) | Beverly Baker Darlene Hard     | Pat Ward           | 7-5, 6-8, 13-11 | Parcours |
| 2  | 20-06-1955 | The Championships Wimbledon                     | G. Chelem | Gazon (ext.) | Angela Mortimer Anne Shilcock  | Pat Ward           | 7-5, 6-1        | Parcours |
| 3  | 25-09-1955 | Pacific Coast Championships Berkeley            |           | Dur (ext.)   | Angela Mortimer Angela Buxton  | Barbara Bradley    | 7-5, 6-3        | Parcours |
| 4  | 04-07-1957 | Swedish Hard Court Båstad                       |           | Terre (ext.) | Yola Ramírez Rosie Reyes       | Solveig Gustafsson | 6-4, 4-6, 7-5   |          |
| 5  | 02-05-1960 | Internationaux d'Italie Rome                    |           | Terre (ext.) | Margaret Hellyer Yola Ramírez  | Ann Haydon         | 6-4, 6-4        |          |
| 6  | 26-04-1971 | Rothmans Sutton Hard Court Championships Sutton |           | Terre (ext.) | Evonne Goolagong Joyce Barclay | Jill Cooper        | 6-4, 6-3        | Parcours |

### Titres en double mixte
| No | Date       | Nom et lieu du tournoi         | Catégorie | Surface      | Partenaire         | Finalistes                   | Score         |          |
| -- | ---------- | ------------------------------ | --------- | ------------ | ------------------ | ---------------------------- | ------------- | -------- |
| 1  | 06-05-1958 | Italian Championships Rome     |           | Terre (ext.) | Giorgo Fachini     | Thelma Coyne Long Luis Ayala | 4-6, 6-2, 9-7 | Parcours |
| 2  | 20-05-1958 | Internationaux de France Paris | G. Chelem | Terre (ext.) | Nicola Pietrangeli | Lorraine Coghlan Robert Howe | 9-7, 6-8, 6-2 | Parcours |

### Finales en double mixte
| No | Date       | Nom et lieu du tournoi       | Catégorie | Surface      | Vainqueures                  | Partenaire     | Score    |          |
| -- | ---------- | ---------------------------- | --------- | ------------ | ---------------------------- | -------------- | -------- | -------- |
| 1  | 29-04-1956 | Italian Championships Rome   |           | Terre (ext.) | Thelma Coyne Long Luis Ayala | Giorgo Fachini | 6-4, 6-3 | Parcours |
| 2  | 06-05-1957 | Internationaux d'Italie Rome |           | Terre (ext.) | Thelma Coyne Long Luis Ayala | Robert Howe    | 6-1, 6-1 |          |

## Parcours en Grand Chelem (partiel)
Si l’expression « Grand Chelem » désigne classiquement les quatre tournois les plus importants de l’histoire du tennis, elle n'est utilisée pour la première fois qu'en 1933, et n'acquiert la plénitude de son sens que peu à peu à partir des années 1950.

### En simple dames
| Année | Championnat d'Australie Open d'Australie | Championnat d'Australie Open d'Australie | Internationaux de France | Internationaux de France | Wimbledon       | Wimbledon        | US National US Open | US National US Open |
| ----- | ---------------------------------------- | ---------------------------------------- | ------------------------ | ------------------------ | --------------- | ---------------- | ------------------- | ------------------- |
| 1952  | -                                        | -                                        | -                        | -                        | 1er tour (1/64) | Janet Morgan     | -                   | -                   |
| 1953  | -                                        | -                                        | -                        | -                        | 3e tour (1/16)  | Mercedes Madden  | -                   | -                   |
| 1954  | -                                        | -                                        | 3e tour (1/8)            | Nelly Adamson            | -               | -                | -                   | -                   |
| 1955  | -                                        | -                                        | 1/4 de finale            | Dorothy Knode            | 4e tour (1/8)   | Dorothy Knode    | -                   | -                   |
| 1956  | -                                        | -                                        | 1/4 de finale            | Althea Gibson            | 1/4 de finale   | Louise Brough    | 1/2 finale          | Shirley Fry         |
| 1957  | -                                        | -                                        | Victoire                 | Dorothy Knode            | 4e tour (1/8)   | Christine Truman | 1/4 de finale       | Darlene Hard        |
| 1958  | -                                        | -                                        | Finale                   | Zsuzsa Körmöczy          | 1/4 de finale   | Althea Gibson    | -                   | -                   |
| 1959  | -                                        | -                                        | 3e tour (1/8)            | Rosie Reyes              | 2e tour (1/32)  | Belmar Gunderson | 3e tour (1/8)       | Louise Brough       |
| 1960  | -                                        | -                                        | -                        | -                        | 3e tour (1/16)  | Sandra Reynolds  | -                   | -                   |
| 1961  | -                                        | -                                        | -                        | -                        | 2e tour (1/32)  | Jan Lehane       | -                   | -                   |
| 1963  | -                                        | -                                        | -                        | -                        | 2e tour (1/32)  | Carol Hanks      | -                   | -                   |
| 1966  | -                                        | -                                        | -                        | -                        | 4e tour (1/8)   | Françoise Dürr   | -                   | -                   |
| 1968  | -                                        | -                                        | -                        | -                        | 4e tour (1/8)   | Judy Tegart      | -                   | -                   |
| 1969  | -                                        | -                                        | -                        | -                        | 2e tour (1/32)  | Karen Krantzcke  | -                   | -                   |
| 1970  | -                                        | -                                        | -                        | -                        | 3e tour (1/16)  | C. Sandberg      | -                   | -                   |
| 1971  | -                                        | -                                        | -                        | -                        | 2e tour (1/32)  | Marijke Jansen   | -                   | -                   |
| 1972  | -                                        | -                                        | -                        | -                        | 2e tour (1/32)  | Mary-Ann Eisel   | -                   | -                   |
| 1973  | -                                        | -                                        | -                        | -                        | 1er tour (1/64) | L. Blachford     | -                   | -                   |
| 1974  | -                                        | -                                        | -                        | -                        | 2e tour (1/32)  | Olga Morozova    | -                   | -                   |

À droite du résultat, l’ultime adversaire.

### En double dames
| Année | Championnat d'Australie Open d'Australie | Championnat d'Australie Open d'Australie | Internationaux de France  | Internationaux de France   | Wimbledon                    | Wimbledon                   | US National US Open | US National US Open |
| ----- | ---------------------------------------- | ---------------------------------------- | ------------------------- | -------------------------- | ---------------------------- | --------------------------- | ------------------- | ------------------- |
| 1953  | -                                        | -                                        | -                         | -                          | 3e tour (1/8) Pat Harrison   | Mary Eyre Viola White       | -                   | -                   |
| 1954  | -                                        | -                                        | 2e tour (1/8) B. Venter   | Maud Galtier S. Schmitt    | -                            | -                           | -                   | -                   |
| 1955  | -                                        | -                                        | Finale Pat Ward           | Beverly Baker Darlene Hard | Finale Pat Ward              | A. Mortimer Anne Shilcock   | -                   | -                   |
| 1956  | -                                        | -                                        | 1/4 de finale A. Mortimer | Jenny Staley Fay Muller    | 2e tour (1/16) Pat Ward      | Thelma Coyne B. Rosenquest  | -                   | -                   |
| 1957  | -                                        | -                                        | Victoire Darlene Hard     | Yola Ramírez Rosie Reyes   | 1/4 de finale B. Rosenquest  | Mary Bevis Thelma Coyne     | -                   | -                   |
| 1958  | -                                        | -                                        | 1/2 finale Ann Haydon     | Mary Bevis Thelma Coyne    | 3e tour (1/8) C. Truman      | M. Osborne M. Varner        | -                   | -                   |
| 1959  | -                                        | -                                        | 1/2 finale C. Truman      | Yola Ramírez Rosie Reyes   | -                            | -                           | -                   | -                   |
| 1960  | -                                        | -                                        | -                         | -                          | 2e tour (1/16) Sally Moore   | S. Armstrong Deidre Catt    | -                   | -                   |
| 1963  | -                                        | -                                        | -                         | -                          | 2e tour (1/16) R. Deloford   | Margaret Hunt A. Van Zyl    | -                   | -                   |
| 1966  | -                                        | -                                        | -                         | -                          | 1er tour (1/32) R. Blakelock | Maryna Godwin Helen Gourlay | -                   | -                   |
| 1968  | -                                        | -                                        | -                         | -                          | 1er tour (1/32) P. Mattes    | Patti Hogan V. Ziegenfuss   | -                   | -                   |
| 1969  | -                                        | -                                        | -                         | -                          | 1er tour (1/32) Pat Walkden  | Denise Carter Kristy Pigeon | -                   | -                   |
| 1970  | -                                        | -                                        | -                         | -                          | 2e tour (1/16) L. Beaven     | E. Isopaitis Olga Morozova  | -                   | -                   |
| 1971  | -                                        | -                                        | -                         | -                          | 1er tour (1/32) L. Beaven    | Gail Sherriff F. Dürr       | -                   | -                   |
| 1972  | -                                        | -                                        | -                         | -                          | 1er tour (1/32) Glynis Coles | Brenda Kirk Pat Pretorius   | -                   | -                   |
| 1973  | -                                        | -                                        | -                         | -                          | 1er tour (1/32) L. Beaven    | C. Sieler Laura duPont      | -                   | -                   |
| 1974  | -                                        | -                                        | -                         | -                          | 1er tour (1/32) C. Janes     | Elly Appel M. Jansen        | -                   | -                   |

Sous le résultat, la partenaire ; à droite, l’ultime équipe adverse.

### En double mixte
| Année | Championnat d'Australie Open d'Australie | Championnat d'Australie Open d'Australie | Internationaux de France    | Internationaux de France | Wimbledon                    | Wimbledon                  | US National US Open | US National US Open |
| ----- | ---------------------------------------- | ---------------------------------------- | --------------------------- | ------------------------ | ---------------------------- | -------------------------- | ------------------- | ------------------- |
| 1954  | -                                        | -                                        | 2e tour (1/16) Colin Hannam | Nell Hall Neale Fraser   | -                            | -                          | -                   | -                   |
| 1955  | -                                        | -                                        | 1/4 de finale Robert Wilson | Jenny Staley Luis Ayala  | -                            | -                          | -                   | -                   |
| 1957  | -                                        | -                                        | 3e tour (1/8) W. Knight     | Erika Obst Hugh Stewart  | -                            | -                          | -                   | -                   |
| 1958  | -                                        | -                                        | Victoire Pietrangeli        | L. Coghlan Robert Howe   | -                            | -                          | -                   | -                   |
| 1959  | -                                        | -                                        | 1/4 de finale Pietrangeli   | R. Schuurman Rod Laver   | -                            | -                          | -                   | -                   |
| 1960  | -                                        | -                                        | -                           | -                        | 3e tour (1/16) W. Knight     | Maria Bueno Robert Howe    | -                   | -                   |
| 1961  | -                                        | -                                        | -                           | -                        | 2e tour (1/32) Will Coghlan  | R. Woodgate John Barrett   | -                   | -                   |
| 1966  | -                                        | -                                        | -                           | -                        | 4e tour (1/8) Geoff Bluett   | A. Van Zyl Frew McMillan   | -                   | -                   |
| 1968  | -                                        | -                                        | -                           | -                        | 2e tour (1/32) Geoff Bluett  | Helen Gourlay P. Cornejo   | -                   | -                   |
| 1969  | -                                        | -                                        | -                           | -                        | 2e tour (1/32) Paul Hutchins | Gail Sherriff J. Chanfreau | -                   | -                   |
| 1971  | n/a                                      | n/a                                      | -                           | -                        | 2e tour (1/32) Robert Wilson | K. Melville Colin Dibley   | -                   | -                   |
| 1972  | n/a                                      | n/a                                      | -                           | -                        | 2e tour (1/32) Robert Wilson | Sonja Pachta John Paish    | -                   | -                   |
| 1973  | n/a                                      | n/a                                      | -                           | -                        | 3e tour (1/16) Robert Wilson | Sharon Walsh Mike Machette | -                   | -                   |
| 1974  | n/a                                      | n/a                                      | -                           | -                        | 2e tour (1/32) M. Robinson   | K. Sawamatsu T. Sawamatsu  | -                   | -                   |

Sous le résultat, le partenaire ; à droite, l’ultime équipe adverse.